# Eberhard Schoener
Eberhard Schoener (* 13. května 1938 Stuttgart) je německý dirigent a hudební skladatel. Od 70. let se zabýval fúzí klasické a populární hudby.

## Život
Eberhard Schoener se narodil 13. května 1938 ve Stuttgartu. V letech 1954–1959 studoval hru na housle a řízení pěveckého sboru na Hudební akademii v Detmoldu (Nordwestdeutschen Musikakademie Detmold). Od roku 1960 působil jako klasický houslista a jako operní dirigent. V roce 1965 založil Mnichovskou komorní operu (Münchener Kammeroper).
Jako skladatel experimentoval s nejrůznějšími hudebními směry. Zkomponoval několik oper a zejména se zaměřoval na filmovou hudbu. Skládal hudbu k několika televizním seriálům (Das Erbe der Guldenburgs, Der Alte, Derrick či Siska).
Od roku 1968 učil v Bavorském studiu v laboratoři pro elektronickou hudbu a experimentoval s jedním z prvních Moogových syntezátorů. Zkomponoval hudbu pro německou expozici na Expo '70 v Ósace. V pozdějších dílech používal syntezátor Fairlight CMI a kombinaci zvuků přírody se zvuky různých orchestrů.
Od roku 1970 se snažil spojit klasickou hudbu, pop a world music. Spolupracoval několik let se skupinami jako Procol Harum, The Police a zejména s jejím zpěvákem a baskytaristou Stingem. Na albu The Turn of a Friendly Card skupiny The Alan Parsons Project působil jako dirigent s hudebníky v Mnichovské komorní opery. Společný projekt skupiny Deep Purple a Mnichovské komorní opery byl vysílán na TV stanici ARD.
V roce 1993 zkomponoval hudbu k zahajovacímu ceremoniálu mistrovství světa v atletice ve Stuttgartu. Hudebníci z pěti kontinentů hráli prostřednictvím satelitního přenosu souběžně s hudebníky na stadionu. Na podobném principu vytvořil v roce 2002 první internetovou operu.
Od roku 1967 je ženatý s historičkou umění a spisovatelkou Stefanií Schoenerovou, která v roce 2009 napsala jeho životopis.

## Vyznamenání
Za svou tvorbu obdržel Schoener řadu vyznamenání:
- 1975 Schwabinger Kunstpreis
- 1977 Cena Spolkového ministerstva vnitra za scénář Rita oder die Goldoper
- 1992 Cena Bambi za kreativitu
- 1993 Cena německých televizí Telestar
- 2014 Čestná cena SoundTrack Cologne

## Dílo

### Filmová hudba
- 1970 Die Delegation (TV film)
- 1971 Trotta
- 1972 Benjamin
- 1973 Traumstadt
- 1975 John Glückstadt
- 1976 Ansichten eines Clowns
- 1976 Fluchtversuch
- 1977 ...und die Bibel hat doch recht (dokumentární film)
- 1978 Rheingold
- 1978 Slavers
- 1979 Lena Rais
- 1983 Schau ins Land (TV seriál, 13 dílů)
- 1984 Bali (TV film)
- 1984 Wenn ich mich fürchte
- 1984 Julia (TV film)
- 1984-1998 Derrick (TV seriál, 56 dílů)
- 1984-2013 Der Alte (TV seriál, 63 dílů)
- 1986 Die zwei Gesichter des Januar
- 1986 SDI Krieg der Kriege
- 1987-1992 Die Hausmeisterin (TV seriál, 23 dílů)
- 1987-1990 Das Erbe der Guldenburgs (TV seriál, 40 dílů)
- 1988 Der wilde Clown
- 1991 Ich schenk dir die Sterne
- 1995 Drei Sekunden Ewigkeit (TV film)
- 1995 Das verzauberte Lied
- 1996 Tote sterben niemals aus (TV film)
- 1998-2008 Siska (TV seriál, 91 dílů)
- 2000 Videoflashback (krátký film)
- 2001 Ice Planet
- 2004 The Bad film (krátký film)
- 2010 Gier (TV seriál, 2 díly)

### Diskografie
- Die Schachtel/The Box (Deutsche Grammophon, 1969)
- Destruction of Harmony (Ariola, 1971)
- A Day's Lullaby (WEA, 1972)
- Windows (EMI, 1974)
- Sarabande (EMI, 1975)
- Meditation (Schoener, 1973 – Kuckuck, 1982)
- Bali Agung (EMI, 1975 – Kuckuck, 1980)
- Bastien und Bastienne (EMI, 1976)
- Der Schauspieldirektor (EMI, 1976)
- Trance - Formation (EMI, 1977)
- Flashback (EMI, 1978)
- Video Magic (EMI, 1978)
- Events (EMI, 1980)
- Time Square (EMI, 1981)
- Complicated Ladies (Phonogram, 1983)
- Sky Music - Mountain Music (Celestial Harmonies, 1984)
- Spurensicherung (Phonogram, 1985)
- Eberhard Schoener System (Phonogram, 1986)
- Bon Voyage (Phonogram, 1987)
- Das Erbe der Guldenburgs (Sony, 1989)
- Trance Mission (Marlboro, 1991)
- Why Don't You Answer (Phonogram, 1992)
- Harmonia Mundi (Intercord, 1993)
- Time Cycle (Phonogram, 1994)
- Palazzo dell'Amore/Cold Genius (BMG, 1996)
- Hey Mr Gentleman (BMG, 1998)
- Potsdamer Platz (BMG, 1998)
- Namaste-Puja (BMG, 1999)
- Beleza Negra/Eine Rache (BMG, 2001)